# Краснодубровский (Алейский район)
Краснодубровский — посёлок в Алейском районе Алтайского края России. Входит в состав Кировского сельсовета.

## История
Основан в 1921 г. В 1928 г. состояло из 72 хозяйства, основное население — украинцы. В составе Дубровского сельсовета Алейского района Барнаульского округа Сибирского края.

## Население
| 1926 | 1997 | 1998 | 1999 | 2000 | 2001 | 2002 | 2003 | 2004 |
| ---- | ---- | ---- | ---- | ---- | ---- | ---- | ---- | ---- |
| 389  | ↘285 | ↗305 | ↗318 | ↘304 | ↘296 | ↘289 | ↘276 | ↘258 |
| 2005 | 2006 | 2007 | 2008 | 2009 | 2010 | 2011 | 2012 | 2013 |
| ↘232 | ↘195 | ↗222 | ↗223 | ↘222 | ↘174 | ↘171 | ↘156 | ↗158 |

Согласно результатам переписи 2002 года, в национальной структуре населения русские составляли 87 %.